# Solo éxitos (álbum de Pipe Bueno)
Solo éxitos  es el tercer álbum y primer álbum recopilatorio del cantante de música popular colombiano Pipe Bueno.
El álbum incluye canciones de sus anteriores álbumes como también canciones que fueron lanzadas como sencillos pero no forman parte de ningún álbum,

## Lista de canciones
| Solo éxitos |                                                  |          |  |
| N.º         | Título                                           | Duración |  |
| 1.          | «A primera vista»                                |          |  |
| 2.          | «Al son que me toquen bailo» (con Jhonny Rivera) |          |  |
| 3.          | «Ay, ay, ayyy» (con El Apachurrao)               |          |  |
| 4.          | «¡Cómo diablos me enamoré!»                      |          |  |
| 5.          | «Corazón acelerado»                              |          |  |
| 6.          | «Esta vez te dejo»                               |          |  |
| 7.          | «Este amor no murió»                             |          |  |
| 8.          | «Gasolinera (del álbum Pipe Bueno)»              |          |  |
| 9.          | «La invitación» (Versión banda)                  |          |  |
| 10.         | «La invitación» (con Maluma)                     |          |  |
| 11.         | «Mala»                                           |          |  |
| 12.         | «Me enamoré»                                     |          |  |
| 13.         | «Me cansé»                                       |          |  |
| 14.         | «No me digas que no»                             |          |  |
| 15.         | «No voy a morir (del álbum Pipe Bueno)»          |          |  |
| 16.         | «Perdóname»                                      |          |  |
| 17.         | «Qué vienes a buscar»                            |          |  |
| 18.         | «Recostada en la Cama (del álbum Pipe Bueno)»    |          |  |
| 19.         | «Si yo fuera ladrón»                             |          |  |
| 20.         | «Sigo enamorado»                                 |          |  |
| 21.         | «Te hubieras ido antes»                          |          |  |
| 22.         | «Te Hubieras Ido Antes» (Versión pop)            |          |  |
| 23.         | «Te parece poco (del álbum Pipe Bueno)»          |          |  |
| 24.         | «Tu viaje me duele»                              |          |  |
| 25.         | «Para que sufras»                                |          |  |